# 荻田尚子
荻田 尚子（おぎた ひさこ、1969年 - ）は、東京都出身のパティシエ。
立教大学社会学部を卒業後、エコール・キュリネール国立辻製菓子専門カレッジに入学。青山のフランス菓子店「シャンドン」（東京都渋谷区）で2年勤務した後、料理研究家・石原洋子のアシスタントとなり、同時に世田谷区の洋菓子店でパティシエとしても腕を振るう。
2016年、主婦と生活社刊行の『魔法のケーキ』で第3回料理レシピ本大賞 in Japanのお菓子部門大賞を受賞した。

## 著作
単著
- ロールケーキの本（2004年1月、主婦と生活社、ISBN 978-4391128642）
- ハンドミキサーでおもしろいほどおいしくできるお菓子（2004年10月、主婦と生活社、ISBN 978-4391619737）
- I LOVE マカロン（2006年10月、主婦と生活社、ISBN 978-4391133387）
- ちっちゃくて、かわいい プチケーキの本。（2006年12月、主婦と生活社、ISBN 978-4391133417）
- 食べきりサイズの 大人のお菓子（2007年2月、角川・エス・エス・コミュニケーションズ、ISBN 978-4827542585）
- 塩とスパイスのお菓子（2007年11月、主婦と生活社、ISBN 978-4391134889）
- 大好き!シュークリーム（2008年6月、主婦と生活社、ISBN 978-4391136081）
- カップケーキのとっておきレシピ とびきりおいしい「7つの生地」の、とびきりおいしいケーキたち（2008年9月、主婦と生活社、ISBN 978-4391136159）
- 自分で作れるグミの本（2009年3月、文化出版局、ISBN 978-4579210749）
- マシュマロ ブック（2009年11月、角川・エス・エス・コミュニケーションズ、ISBN 978-4047310186）
- キャンディ RECIPE BOOK（2010年2月、毎日コミュニケーションズ、ISBN 978-4839934873）
- お惣菜ケーキ（2010年4月、家の光協会、ISBN 978-4259562892）
- しっとり、ふんわり、さっくり、ずっしり、もっちりを楽しむ スポンジケーキの本（2010年11月、河出書房新社、ISBN 978-4309282350）
- 正解がわかる お菓子教室（2010年11月、主婦の友社、ISBN 978-4072748909）
- 混ぜて、焼いて、切るだけ シリアルバー（2011年1月、文化出版局、ISBN 978-4579211258）
- からだにやさしく効くおクスリおやつ かぜ、食欲不振などの軽い不快症状に（2011年10月、主婦の友社、ISBN 978-4072787120）
- ポリ袋でできる! びっくりおやつ75（2012年6月、主婦の友社、ISBN 978-4072835876）
- こころがつながるおいしいスイーツ（2013年2月、学研プラス）
  - 大切な人にプレゼントスイーツ（ISBN 978-4055010047）
  - 友だちとデコレーションスイーツ（ISBN 978-4055010054）
  - みんなとパーティースイーツ（ISBN 978-4055010061）
  - 家族に和のスイーツ（ISBN 978-4055010078）
  - みんなでエコスイーツ（ISBN 978-4055010085）
- ハンドミキサーでふわふわスポンジとサクサクタルト（2014年1月、主婦と生活社、ISBN 978-4391635539）
- ココナッツオイルのお菓子（2015年1月、河出書房新社、ISBN 978-4309285061）
- アイスクリームメーカーなしで流しこむだけ ホームメイドアイスバー（2015年6月、主婦の友社、ISBN 978-4074131792）
- おしゃれ&かわいい ジャースイーツ（2015年6月、河出書房新社、ISBN 978-4309285245）
- 魔法のケーキ（2015年10月、主婦と生活社、ISBN 978-4391146998）
- I LOVE CUBE キューブ型のお菓子とパン（2016年1月、主婦と生活社、ISBN 978-4391147964）
- 魔法のケーキ plus（2016年9月、主婦と生活社、ISBN 978-4391148923）
- 魔法のゼリー（2017年4月、主婦と生活社、ISBN 978-4391150100）
- 決定版! 何度も作りたくなる お菓子の基本（2017年7月、講談社、ISBN 978-4062996976）
- イチからぜ〜んぶ教えます! はじめてのお菓子教室（2017年10月、主婦の友社、ISBN 978-4074272761）
- 香り高い焼き菓子 大人のBAKE（2017年11月、誠文堂新光社、ISBN 978-4416717042）
- ハンディブレンダーだから作れるおいしいお菓子（2018年9月、主婦と生活社、ISBN 978-4391151909）
- おおきなクッキー!（2019年11月、主婦と生活社、ISBN 978-4391153859）
- ホットケーキミックスで愛されお菓子（2021年2月、学研プラス、ISBN 978-4058012499）
- かんたんレシピ・わくわくパーティー! 季節のスイーツ 春（2021年12月、ほるぷ出版、ISBN 978-4593102310）
- かんたんレシピ・わくわくパーティー! 季節のスイーツ 夏（2022年2月、ほるぷ出版、ISBN 978-4593102327）
- かんたんレシピ・わくわくパーティー! 季節のスイーツ 秋（2022年2月、ほるぷ出版、ISBN 978-4593102334）
- かんたんレシピ・わくわくパーティー! 季節のスイーツ 冬（2022年2月、ほるぷ出版、ISBN 978-4593102341）

共著
- シリコン型付き! かわいいお菓子ブック（2010年12月、日本放送出版協会、ISBN 978-4140395318） - 若山曜子との共著